# NGC 5565
NGC 5565 is een ster in het sterrenbeeld Maagd. Het hemelobject werd op 14 juni 1884 ontdekt door de Amerikaanse astronoom Lewis A. Swift.